# إعلان استقلال فنلندا

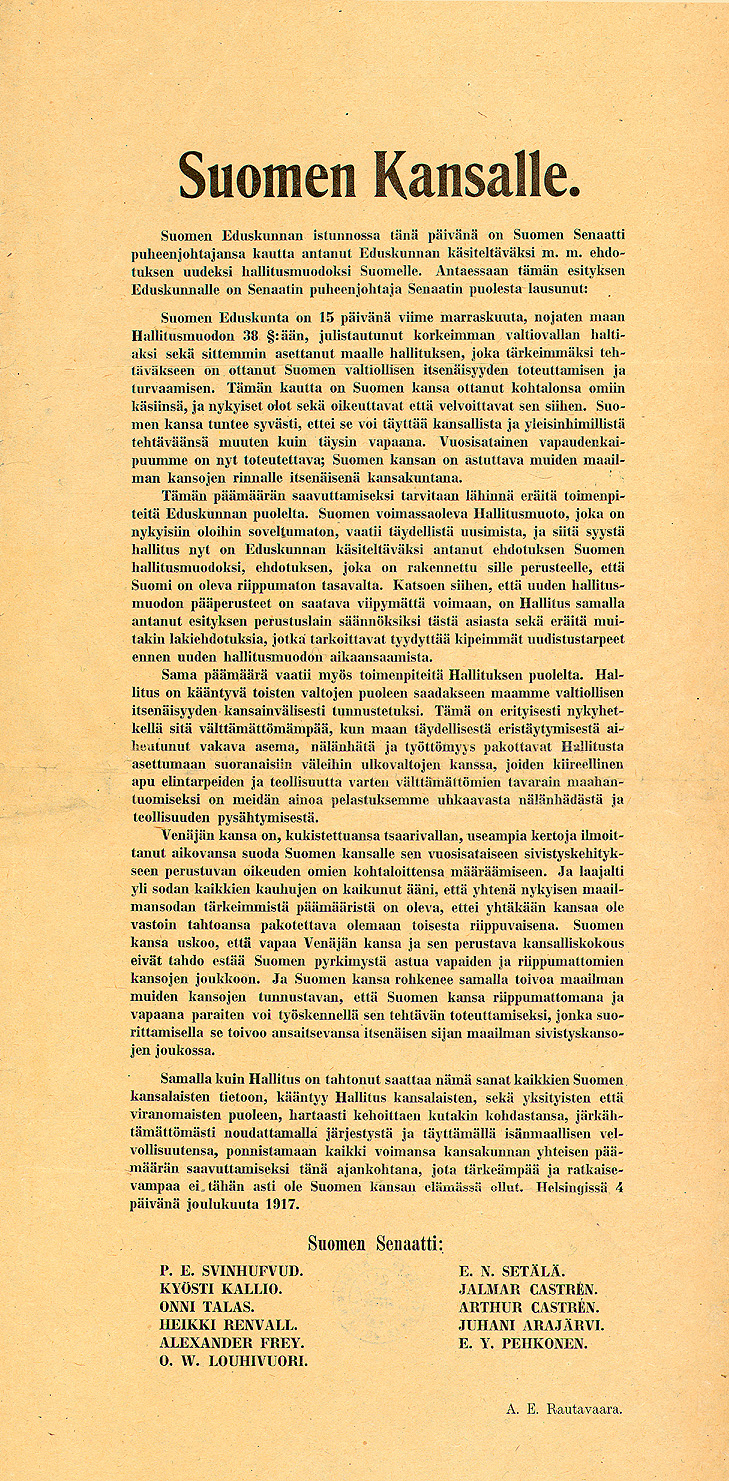
إعلان استقلال فنلندا

إعلان استقلال فنلندا اعتـُمـِـد من برلمان فنلندا في السادس من ديسمبر سنة 1917. أُعلنت فنلندا دولة قومية مستقلة وجمهورية ذات سيادة وبالتالي تحرير البلاد من كونها دوقية فنلندا الكبرى الروسية.

## الثورة في روسيا
أشعلت ثورة فبراير من عام 1917 وأكثر من ذلك ثورة أكتوبر الآمال في دوقية فنلندا الكبرى أيضاً. فـَقـَدَ الاتحاد الشخصي بين روسيا وفنلندا قاعدته القانونية بتنحي الدوق الأكبر نيقولا الثاني في 15 مارس عام 1917 - على الأقل وفقاً لوجهة النظر في هلسنكي. وقد أُجريت مفاوضات بين الحكومة الروسية المؤقتة والسلطات الفنلندية.
المقترح الناتج الذي وافقت عليه الحكومة الانتقالية، تمت إعادة كتابته بشكل كبير في البرلمان وتحويله إلى ما سـُمي بقانون القوة (بالفنلندية: Valtalaki، بالسويدية: Maktlagen)، أعلن فيه امتلاكه الآن لجميع الصلاحيات التشريعية، فيما عدا ما يتعلق بالسياسة الخارجية والقضايا العسكرية، وأيضاً إمكانية حل نفسه بنفسه فقط. في وقت التصويت كان يعتقد أن الحكومة المؤقتة ستهزم. إلا أنها استمرت، ولم توافق على قانون وقامت بحل البرلمان.
بعد إجراء انتخابات جديدة وهزيمة الحكومة المؤقتة، أعلن البرلمان في الخامس من نوفمبر نفسه «الحائز على سلطة الدولة العليا» في فنلندا، بناءً على دستور فنلندا، وتحديداً في المادة §38 في الدستور السويدي القديم لعام 1772، الذي كان قد سنـّه ريكسداغ الطبقات بعد انقلاب غوستاف الثالث الأبيض.
في 15 نوفمبر 1917، أعلن البلاشفة حق تقرير المصير العام، بما في ذلك الحق في الانفصال الكامل «لشعوب روسيا». أصدر البرلمان الفنلندي في نفس اليوم إعلاناً بتوليه مؤقتاً لجميع السلطات السيادية في فنلندا.
إلا أن الدستور القديم لم يعد يعتبر مناسباً. فلطالما رأت الأوساط القيادية أن الملكانية والنبالة الوراثية باتت بالية، داعية إلى وضع دستور جمهوري لفنلندا.
عـُيـّن مجلس الشيوخ والحكومة والبرلمان في نوفمبر، وعاد إلى البرلمان باقتراح لوضع دستور جمهوري جديد في الرابع من ديسمبر. أعطى إعلان الاستقلال من الناحية الفنية شكلاً لديباجة المسودة، ورُعـِي أن يكون مقبولة من البرلمان.
في 18 ديسمبر أصدرت مجلس مفوضي الشعب الروسي مرسوماً تعترف فيه باستقلال فنلندا، وصادقت عليه في 22 ديسمبر اللجنة التنفيذية المركزية لكل روسيا، وهي أعلى هيئة تنفيذية سوفياتية.

## إعلان الخامس عشر من نوفمبر
يقول إعلان الخامس عشر من نوفمبر:
أخذ شعب فنلندا بهذه الخطوة مصيره بيده؛ وهي خطوة تبررها وتتطلبها الظروف الراهنة. يشعر شعب فنلندا بعمق أنه لا يستطيع أداء واجبه الوطني والدولي من دون السيادة الكاملة. تنتظر الرغبة بالحرية ذات الأعوام المائة الوفاء بها الآن؛ يخطو شعب فنلندا إلى الأمام كأمة حرة بين أمم العالم الأخرى.
(...) يجرؤ شعب فنلندا على الثقة بأن يتطلع على كيفية اعتراف الدول الأخرى في العالم بكامل استقلالها وحريتها، بإمكان الشعب فنلندا القيام بقصارى جهده لتحقيق تلك الأهداف من أجل الحصول على مكان بين الشعوب المتحضرة.

### السياق
أعلنت استونيا ولاتفيا ولتوانيا وكذلك أوكرانيا استقلالها من روسيا خلال نفس الفترة. انظر حرب الاستقلال الإستونية، استقلال لاتفيا وحروب الاستقلال الليتوانية.
احتل الاتحاد السوفياتي هذه البلدان الثلاثة وضـمـها (1940-1941، 1944-1991). انظر احتلال دول البلطيق.

## التداعيات
أثقلت المشقة كاهل عامة الناس، والتي أدت بالفعل إلى استقطاب ينذر بالخطر، سرعان ما أشعل الحرب الأهلية. وقد تناول الإعلان فعلا هذه المشكلة:
ستتصل الحكومة بالقوى الأجنبية سعياً للحصول على الاعتراف باستقلالنا السياسي. كل المضاعفات والمجاعة والبطالة الناجمة عن العزلة الخارجية الحالية تجعل من الملح على الحكومة ربط اتصالات مباشرة مع القوى الأجنبية دون تأخير. نحتاج مساعدة ملموسة على شكل ضروريات معيشة والصناعة هي سبيلنا الوحيد للنجاة من مجاعة وركود صناعي وشيكين.
في 6 ديسمبر اعتمد البرلمان الإعلان، لذا يعد هذا اليوم هو عيد وطني يوم الاستقلال فنلندا.
خلال حرب الشتاء (1939-1940) وحرب الاستمرار (1941-1944) فقدت فنلندا بعضا من اراضيها لصالح الاتحاد السوفياتي.